# Ilie Sánchez
Ilie Sánchez Farrés (* 21. November 1990 in Barcelona), Spielername Ilie, ist ein spanischer Fußballspieler. Er steht momentan beim Los Angeles FC in den USA unter Vertrag.

## Karriere

### FC Barcelona B
Sánchez begann das Fußballspielen in seiner Heimatstadt Barcelona. Bereits in der Jugend spielte er für den FC Barcelona. Ab 2009 spielte er in der zweiten Mannschaft des Vereins, mit der er 2010 in die Segunda División aufstieg. Zuletzt war er Kapitän des FC Barcelona B, mit dem er in der Spielzeit 2013/14 den dritten Platz in der Segunda División belegte.

### TSV 1860 München
Im Juni 2014 wechselte Sánchez, wie kurz darauf sein Teamkollege Edu Bedia, zum TSV 1860 München. Er unterschrieb dort einen Dreijahresvertrag. Sánchez etablierte sich mit Beginn der Saison 2014/15 zunächst als Stammspieler. Mit dem Siegtreffer zum 2:0 beim Heimspiel gegen die SpVgg Greuther Fürth gelang ihm am 26. September 2014 sein erstes Tor für die Löwen. Zu Beginn der Spielzeit 2015/16 stand Sánchez unter Trainer Torsten Fröhling nicht mehr im Kader der ersten Mannschaft.

### FC Elche
Am 31. August 2015 wechselte Sánchez auf Leihbasis in die Segunda División zum FC Elche. Nach Ablauf der Saison 2015/16 kehrte er nach München zurück. Sein Vertrag wurde dort in beiderseitigem Einvernehmen aufgelöst.

### Sporting Kansas City
Am 13. Januar 2017 wechselte Sánchez zu Sporting Kansas City in die Major League Soccer. Dort gewann er in seiner ersten Saison auf Anhieb den U.S. Open Cup durch einen 2:1-Erfolg im Finale über die New York Red Bulls. In fünf Spielzeiten absolvierte der Mittelfeldspieler 171 Pflichtspiele für den Verein und erzielte dabei elf Treffer.

### Los Angeles FC
Am 12. Januar 2022 gab dann der Los Angeles FC die Verpflichtung von Sánchez mit einer Vertragsdauer über zwei Jahre bekannt.

## Erfolge
- U.S.-Open-Cup-Sieger: 2017